# 2018-as Formula–1 kínai nagydíj
A kínai nagydíj volt a 2018-as Formula–1 világbajnokság harmadik futama, amelyet 2018. április 13. és április 15. között rendeztek meg a Shanghai International Circuit versenypályán, Sanghajban.

## Választható keverékek
| Abroncs           | Friss | Használt |
| ----------------- | ----- | -------- |
| Közepes keverék   |       |          |
| Lágy keverék      |       |          |
| Ultralágy keverék |       |          |
| Átmeneti esőgumi  |       |          |
| Teljes esőgumi    |       |          |

## Szabadedzések

### Első szabadedzés
A kínai nagydíj első szabadedzését április 13-án, pénteken délelőtt tartották.
| helyezés | versenyző         | csapat/motor         | elért idő | különbség | futott kör |
| -------- | ----------------- | -------------------- | --------- | --------- | ---------- |
| 1        | Lewis Hamilton    | Mercedes             | 1:33,999  | −         | 22         |
| 2        | Kimi Räikkönen    | Ferrari              | 1:34,358  | +0,359    | 14         |
| 3        | Valtteri Bottas   | Mercedes             | 1:34,457  | +0,458    | 28         |
| 4        | Daniel Ricciardo  | Red Bull-TAG Heuer   | 1:34,537  | +0,538    | 22         |
| 5        | Max Verstappen    | Red Bull-TAG Heuer   | 1:34,668  | +0,669    | 22         |
| 6        | Sebastian Vettel  | Ferrari              | 1:34,861  | +0,862    | 18         |
| 7        | Kevin Magnussen   | Haas-Ferrari         | 1:35,178  | +1,179    | 21         |
| 8        | Carlos Sainz Jr.  | Renault              | 1:35,616  | +1,617    | 23         |
| 9        | Romain Grosjean   | Haas-Ferrari         | 1:35,718  | +1,719    | 21         |
| 10       | Nico Hülkenberg   | Renault              | 1:35,800  | +1,801    | 18         |
| 11       | Pierre Gasly      | Toro Rosso-Honda     | 1:36,037  | +2,038    | 21         |
| 12       | Fernando Alonso   | McLaren-Renault      | 1:36,044  | +2,045    | 29         |
| 13       | Sergio Pérez      | Force India-Mercedes | 1:36,051  | +2,052    | 28         |
| 14       | Esteban Ocon      | Force India-Mercedes | 1:36,351  | +2,352    | 32         |
| 15       | Szergej Szirotkin | Williams-Mercedes    | 1:36,691  | +2,692    | 31         |
| 16       | Brendon Hartley   | Toro Rosso-Honda     | 1:36,715  | +2,716    | 23         |
| 17       | Charles Leclerc   | Sauber-Ferrari       | 1:36,723  | +2,724    | 23         |
| 18       | Stoffel Vandoorne | McLaren-Renault      | 1:36,756  | +2,757    | 25         |
| 19       | Marcus Ericsson   | Sauber-Ferrari       | 1:36,909  | +2,910    | 21         |
| 20       | Lance Stroll      | Williams-Mercedes    | 1:37,277  | +3,278    | 28         |

### Második szabadedzés
A kínai nagydíj második szabadedzését április 13-án, pénteken délután tartották.
| helyezés | versenyző         | csapat/motor         | elért idő | különbség | futott kör |
| -------- | ----------------- | -------------------- | --------- | --------- | ---------- |
| 1        | Lewis Hamilton    | Mercedes             | 1:33,482  | −         | 26         |
| 2        | Kimi Räikkönen    | Ferrari              | 1:33,489  | +0,007    | 26         |
| 3        | Valtteri Bottas   | Mercedes             | 1:33,515  | +0,033    | 27         |
| 4        | Sebastian Vettel  | Ferrari              | 1:33,590  | +0,108    | 27         |
| 5        | Max Verstappen    | Red Bull-TAG Heuer   | 1:33,823  | +0,341    | 26         |
| 6        | Nico Hülkenberg   | Renault              | 1:34,313  | +0,831    | 30         |
| 7        | Kevin Magnussen   | Haas-Ferrari         | 1:34,458  | +0,976    | 26         |
| 8        | Carlos Sainz Jr.  | Renault              | 1:34,473  | +0,991    | 28         |
| 9        | Daniel Ricciardo  | Red Bull-TAG Heuer   | 1:34,557  | +1,075    | 26         |
| 10       | Fernando Alonso   | McLaren-Renault      | 1:34,632  | +1,150    | 23         |
| 11       | Sergio Pérez      | Force India-Mercedes | 1:34,792  | +1,310    | 30         |
| 12       | Pierre Gasly      | Toro Rosso-Honda     | 1:34,849  | +1,367    | 33         |
| 13       | Esteban Ocon      | Force India-Mercedes | 1:34,874  | +1,392    | 30         |
| 14       | Stoffel Vandoorne | McLaren-Renault      | 1:35,163  | +1,681    | 22         |
| 15       | Brendon Hartley   | Toro Rosso-Honda     | 1:35,333  | +1,851    | 37         |
| 16       | Szergej Szirotkin | Williams-Mercedes    | 1:35,340  | +1,858    | 31         |
| 17       | Marcus Ericsson   | Sauber-Ferrari       | 1:35,624  | +2,142    | 29         |
| 18       | Charles Leclerc   | Sauber-Ferrari       | 1:35,916  | +2,434    | 26         |
| 19       | Romain Grosjean   | Haas-Ferrari         | 1:36,471  | +2,989    | 26         |
| 20       | Lance Stroll      | Williams-Mercedes    | 1:37,147  | +3,665    | 19         |

### Harmadik szabadedzés
A kínai nagydíj harmadik szabadedzését április 14-én, szombaton délelőtt tartották.
| helyezés | versenyző         | csapat/motor         | elért idő | különbség | futott kör |
| -------- | ----------------- | -------------------- | --------- | --------- | ---------- |
| 1        | Sebastian Vettel  | Ferrari              | 1:33,018  | −         | 14         |
| 2        | Kimi Räikkönen    | Ferrari              | 1:33,469  | +0,451    | 21         |
| 3        | Valtteri Bottas   | Mercedes             | 1:33,761  | +0,743    | 16         |
| 4        | Max Verstappen    | Red Bull-TAG Heuer   | 1:33,969  | +0,951    | 14         |
| 5        | Lewis Hamilton    | Mercedes             | 1:34,057  | +1,039    | 14         |
| 6        | Kevin Magnussen   | Haas-Ferrari         | 1:34,329  | +1,311    | 25         |
| 7        | Sergio Pérez      | Force India-Mercedes | 1:34,445  | +1,427    | 14         |
| 8        | Esteban Ocon      | Force India-Mercedes | 1:34,456  | +1,438    | 16         |
| 9        | Carlos Sainz Jr.  | Renault              | 1:34,582  | +1,564    | 20         |
| 10       | Szergej Szirotkin | Williams-Mercedes    | 1:34,741  | +1,723    | 13         |
| 11       | Nico Hülkenberg   | Renault              | 1:34,841  | +1,823    | 16         |
| 12       | Fernando Alonso   | McLaren-Renault      | 1:34,851  | +1,833    | 13         |
| 13       | Stoffel Vandoorne | McLaren-Renault      | 1:34,977  | +1,959    | 16         |
| 14       | Brendon Hartley   | Toro Rosso-Honda     | 1:34,991  | +1,973    | 20         |
| 15       | Daniel Ricciardo  | Red Bull-TAG Heuer   | 1:35,061  | +2,043    | 4          |
| 16       | Pierre Gasly      | Toro Rosso-Honda     | 1:35,079  | +2,061    | 16         |
| 17       | Lance Stroll      | Williams-Mercedes    | 1:35,375  | +2,357    | 16         |
| 18       | Charles Leclerc   | Sauber-Ferrari       | 1:35,497  | +2,479    | 14         |
| 19       | Marcus Ericsson   | Sauber-Ferrari       | 1:35,679  | +2,661    | 13         |
| 20       | Romain Grosjean   | Haas-Ferrari         | 1:35,756  | +2,738    | 6          |

## Időmérő edzés
A kínai nagydíj időmérő edzését április 14-én, szombaton futották.
| helyezés              | rajtszám | versenyző         | csapat/motor         | 1. rész  | 2. rész  | 3. rész  | rajthely | futott kör |
| --------------------- | -------- | ----------------- | -------------------- | -------- | -------- | -------- | -------- | ---------- |
| 1                     | 5        | Sebastian Vettel  | Ferrari              | 1:32,171 | 1:32,385 | 1:31,095 | 1        | 15         |
| 2                     | 7        | Kimi Räikkönen    | Ferrari              | 1:32,474 | 1:32,286 | 1:31,182 | 2        | 17         |
| 3                     | 77       | Valtteri Bottas   | Mercedes             | 1:32,921 | 1:32,063 | 1:31,625 | 3        | 20         |
| 4                     | 44       | Lewis Hamilton    | Mercedes             | 1:33,283 | 1:31,914 | 1:31,675 | 4        | 17         |
| 5                     | 33       | Max Verstappen    | Red Bull-TAG Heuer   | 1:32,932 | 1:32,809 | 1:31,796 | 5        | 12         |
| 6                     | 3        | Daniel Ricciardo  | Red Bull-TAG Heuer   | 1:33,877 | 1:32,688 | 1:31,948 | 6        | 12         |
| 7                     | 27       | Nico Hülkenberg   | Renault              | 1:33,545 | 1:32,494 | 1:32,532 | 7        | 15         |
| 8                     | 11       | Sergio Pérez      | Force India-Mercedes | 1:33,464 | 1:32,931 | 1:32,758 | 8        | 13         |
| 9                     | 55       | Carlos Sainz Jr.  | Renault              | 1:33,315 | 1:32,970 | 1:32,819 | 9        | 18         |
| 10                    | 8        | Romain Grosjean   | Haas-Ferrari         | 1:33,238 | 1:32,524 | 1:32,855 | 10       | 19         |
| 11                    | 20       | Kevin Magnussen   | Haas-Ferrari         | 1:33,359 | 1:32,986 |          | 11       | 13         |
| 12                    | 31       | Esteban Ocon      | Force India-Mercedes | 1:33,585 | 1:33,057 |          | 12       | 9          |
| 13                    | 14       | Fernando Alonso   | McLaren-Renault      | 1:33,428 | 1:33,232 |          | 13       | 11         |
| 14                    | 2        | Stoffel Vandoorne | McLaren-Renault      | 1:33,824 | 1:33,505 |          | 14       | 11         |
| 15                    | 28       | Brendon Hartley   | Toro Rosso-Honda     | 1:34,013 | 1:33,795 |          | 15       | 15         |
| 16                    | 35       | Szergej Szirotkin | Williams-Mercedes    | 1:34,062 |          |          | 16       | 7          |
| 17                    | 10       | Pierre Gasly      | Toro Rosso-Honda     | 1:34,101 |          |          | 17       | 9          |
| 18                    | 18       | Lance Stroll      | Williams-Mercedes    | 1:34,285 |          |          | 18       | 7          |
| 19                    | 16       | Charles Leclerc   | Sauber-Ferrari       | 1:34,454 |          |          | 19       | 9          |
| 20                    | 9        | Marcus Ericsson   | Sauber-Ferrari       | 1:34,914 |          |          | 20[1]    | 9          |
| 107%-os idő: 1:38,622 |          |                   |                      |          |          |          |          |            |

Megjegyzés:
- ↑ 1:  — Marcus Ericsson a Q1-ben figyelmen kívül hagyta a sárga zászlót, ezért 5 rajthelyes büntetést kapott. (Rajtpozícióját ez nem befolyásolta.)[3]

## Futam
A kínai nagydíj futama április 15-én, vasárnap rajtolt.
| helyezés | rajtszám | versenyző         | csapat/motor         | futott kör | idő/kiesés oka | rajthely | abroncs | pont |
| -------- | -------- | ----------------- | -------------------- | ---------- | -------------- | -------- | ------- | ---- |
| 1        | 3        | Daniel Ricciardo  | Red Bull-TAG Heuer   | 56         | 1:35:36,380    | 6        |         | 25   |
| 2        | 77       | Valtteri Bottas   | Mercedes             | 56         | +8,894         | 3        |         | 18   |
| 3        | 7        | Kimi Räikkönen    | Ferrari              | 56         | +9,637         | 2        |         | 15   |
| 4        | 44       | Lewis Hamilton    | Mercedes             | 56         | +16,985        | 4        |         | 12   |
| 5        | 33       | Max Verstappen    | Red Bull-TAG Heuer   | 56         | +20,436[1]     | 5        |         | 10   |
| 6        | 27       | Nico Hülkenberg   | Renault              | 56         | +21,052        | 7        |         | 8    |
| 7        | 14       | Fernando Alonso   | McLaren-Renault      | 56         | +30,639        | 13       |         | 6    |
| 8        | 5        | Sebastian Vettel  | Ferrari              | 56         | +35,286        | 1        |         | 4    |
| 9        | 55       | Carlos Sainz Jr.  | Renault              | 56         | +35,763        | 9        |         | 2    |
| 10       | 20       | Kevin Magnussen   | Haas-Ferrari         | 56         | +39,594        | 11       |         | 1    |
| 11       | 31       | Esteban Ocon      | Force India-Mercedes | 56         | +44,050        | 12       |         |      |
| 12       | 11       | Sergio Pérez      | Force India-Mercedes | 56         | +44,725        | 8        |         |      |
| 13       | 2        | Stoffel Vandoorne | McLaren-Renault      | 56         | +49,373        | 14       |         |      |
| 14       | 18       | Lance Stroll      | Williams-Mercedes    | 56         | +55,490        | 18       |         |      |
| 15       | 35       | Szergej Szirotkin | Williams-Mercedes    | 56         | +58,241        | 16       |         |      |
| 16       | 9        | Marcus Ericsson   | Sauber-Ferrari       | 56         | +1:02,604      | 20       |         |      |
| 17       | 8        | Romain Grosjean   | Haas-Ferrari         | 56         | +1:05,296      | 10       |         |      |
| 18       | 10       | Pierre Gasly      | Toro Rosso-Honda     | 56         | +1:06,330[2]   | 17       |         |      |
| 19       | 16       | Charles Leclerc   | Sauber-Ferrari       | 56         | +1:22,575      | 19       |         |      |
| 20[3]    | 28       | Brendon Hartley   | Toro Rosso-Honda     | 51         | sebességváltó  | 15       |         |      |

Megjegyzés:
- ↑ 1:  — Max Verstappen a 4. helyen ért célba, ám kapott egy 10 másodperces időbüntetést a Sebastian Vettellel történt elkerülhető ütközésért, ezért az 5. helyre csúszott vissza.
- ↑ 2:  — Pierre Gasly a 15. helyen ért célba, ám kapott egy 10 másodperces időbüntetést a Brendon Hartleyval történt elkerülhető ütközésért, ezért a 18. helyre csúszott vissza.[5]
- ↑ 3:  — Brendon Hartley nem ért célba, de a helyezését értékelték, mert a versenytáv több, mint 90%-át teljesítette.

## A világbajnokság állása a verseny után
| H   | Versenyzők       | Pont | H   | Konstruktőrök        | Pont |
| --- | ---------------- | ---- | --- | -------------------- | ---- |
| 1.  | Sebastian Vettel | 54   | 1.  | Mercedes             | 85   |
| 2.  | Lewis Hamilton   | 45   | 2.  | Ferrari              | 84   |
| 3.  | Valtteri Bottas  | 40   | 3.  | Red Bull-TAG Heuer   | 55   |
| 4.  | Daniel Ricciardo | 37   | 4.  | McLaren-Renault      | 28   |
| 5.  | Kimi Räikkönen   | 30   | 5.  | Renault              | 25   |
| 6.  | Fernando Alonso  | 22   | 6.  | Toro Rosso-Honda     | 12   |
| 7.  | Nico Hülkenberg  | 22   | 7.  | Haas-Ferrari         | 11   |
| 8.  | Max Verstappen   | 18   | 8.  | Sauber-Ferrari       | 2    |
| 9.  | Pierre Gasly     | 12   | 9.  | Force India-Mercedes | 1    |
| 10. | Kevin Magnussen  | 11   | 10. | Williams-Mercedes    | 0    |

(A teljes táblázat)

## Statisztikák
- Vezető helyen:
  - Sebastian Vettel: 20 kör (1-20)
  - Kimi Räikkönen: 6 kör (21-26)
  - Valtteri Bottas: 18 kör (27-44)
  - Daniel Ricciardo: 12 kör (45-56)
- Sebastian Vettel 52. pole-pozíciója.
- Daniel Ricciardo 6. futamgyőzelme és 11. versenyben futott leggyorsabb köre.
- A Red Bull 56. futamgyőzelme.
- Daniel Ricciardo 28., Valtteri Bottas 24., Kimi Räikkönen 93. dobogós helyezése.
- Valtteri Bottas 100. nagydíjrajtja.
- Lewis Hamilton sorozatban 28. futamán ért célba pontszerző helyen, így megdöntötte Kimi Räikkönen korábbi rekordját, aki sorozatban 27 futamon szerzett pontot.[6]